# Dromod
Dromod (auch Drumod, irisch Dromad, deutsch „langer Grat oder Rückseite des Waldes“) ist ein touristisch geprägtes Dorf in dem irischen County Leitrim. Bei der Volkszählung 2022 wurden 753 Einwohner gezählt. Zwischen 2006 und 2022 stieg die Einwohnerzahl von Dromod von 210 auf 753, was einem Zuwachs von 258,6 % entsprach.

## Lage
Dromod liegt neben den Seen Lough Bofin (Loch Bó Finne, „See der weißen Kuh“) und Lough Boderg (Loch Bó Dearg, „See der roten Kuh“), die vom Fluss Shannon durchflossen werden. Dromod wurde entlang des Flusses Shannon erbaut und ist ein 39-facher Tidy-Towns-Gewinner (Wettbewerb für saubere Dörfer in Irland) im County Leitrim mit einem modernen Hafen, der von Hausbooten bzw. Narrowboats frequentiert wird. Das Wasserspiel „The Weeping Tree“ im Zentrum des Ortes wurde von einem örtlichen Handwerker aus einem Stück Mooreiche gefertigt, das in der Nähe gefunden wurde.
Die Ortschaft wird im Osten von der N4 von Longford nach Carrick-on-Shannon umfahren. 

## Geschichte
Im gälischen Irland wurde der Ort „Dromode mac Shanley“ genannt, wegen der dominierenden Mac Shanly-Sekte von Muintir Eolais. Die Stadt wurde einmal in den irischen Annalen erwähnt: „1473: Ein großer Krieg brach in Muintir-Eolais aus, und es wurde viel zerstört, sowohl durch Verbrennung als auch durch Ermordung. Mac Rannall griff die Stadt Mac Shanly an, die daraufhin niedergebrannt wurde, und Donough, der Sohn von Donough Mac Shanly, und viele andere wurden von ihm erschlagen“

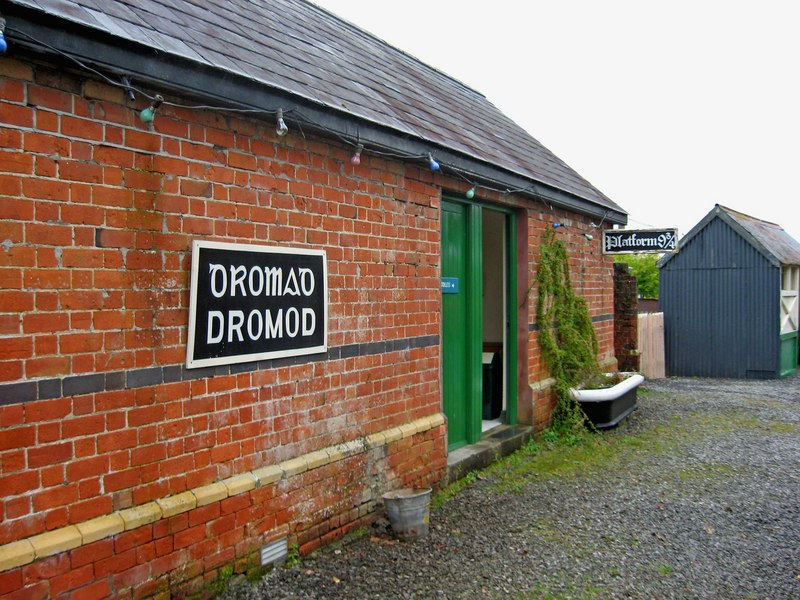
Bahnhof in Dromod (The Cavan and Leitrim Railway)

In Dromod wurde zwischen 1693 und 1695 eine Eisenhütte errichtet. Das in die Schmiede von Dromod Finery gebrachte Roheisen wurde zur Herstellung eines schmiedebaren Eisenprodukts verwendet, das nach Dublin und Limerick transportiert wurde. Der Betrieb wurde jedoch in den 1790er Jahren eingestellt, da die örtlichen Wälder kein Holz mehr hervorbringen konnten.